# Lohmannia indica
Lohmannia indica är en kvalsterart som först beskrevs av Kardar 1972.  Lohmannia indica ingår i släktet Lohmannia och familjen Lohmanniidae. Inga underarter finns listade i Catalogue of Life.